# Une campagne sans précédent
Pour plus de détails, voir Fiche technique et Distribution.
Une campagne sans précèdent (en russe : Небывалый поход) est un film muet du soviétique scénarisé par Mikhaïl Kaufman en 1931.
Exemple de cinéma d'avant-garde, ballade dans la campagne ukrainienne d'avant l'Holodomor montrant la collectivisation et la mécanisation ; scénarisé, réalisé par Kaufman.
Il est dans la liste des 100 meilleurs films de l'histoire du cinéma ukrainien.